# Hydrovatus japonicus
Hydrovatus japonicus är en skalbaggsart som beskrevs av Takizawa 1933. Hydrovatus japonicus ingår i släktet Hydrovatus och familjen dykare. Inga underarter finns listade i Catalogue of Life.